# Procópio (parente de Valente)
Procópio (em latim: Procopius) foi um nobre romano do século IV. Segundo Zósimo, era parente por casamento do imperador Valente (r. 364–378), o que tornou-o parente da imperatriz Albia Dominica e seu pai Petrônio. Era conhecido por sua tendência ao discurso franco e foi nomeado com Saturnino para julgar o caso de Timásio em 396/397. Ele optou pela misericórdia, mas sua opinião foi ignorada em detrimento da de Saturnino.